# Marcela Fernández Violante
Marcela Fernández Violante (Ciutat de Mèxic, 9 de juny de 1941) és una cineasta mexicana, primera generació del Centro Universitario de Estudios Cinematográficos (CUEC) 1964, es va diplomar al CUEC en 1969 amb especialitat en Guió i Direcció. Va estudiar també Literatura Dramàtica en la Facultat de Filosofia i Lletres de la UNAM. a dirigir diverses pel·lícules com Frida Kahlo (1972) i De todos modos Juan te llamas (1974). També és investigadora, crítica i conferenciant.

## Carrera

### Filmografia
El seu primer treball,, Azul (1967) 16 mm, en B/N, va obtenir la Diosa de Plata al Millor Curtmetratge de Ficció. En 1968 comença la filmació del llargmetratge Gayosso da descuentos, que interromp a causa de l'esclat del conflicte estudiantil. Com a estudiant participa en la filmació del documental El Grito del director Leobardo López Aretche, sobre els esdeveniments que culminen amb la tragèdia de Tlatelolco el 2 d'octubre de 1968.
En 1972 realitza el documental Frida Kahlo sobre l'obra de la pintora mexicana, sent la primera dona a abordar el tema de Frida Kahlo. Aquest documental obté una Diosa de plata i un premi Ariel a Millor Òpera Prima; gana el premi al millor curtmetratge al festival de cinema de Guadalajara en 1973, així mateix, obté el premi especial del jurat en el festival de Londres el 1974, i s'exhibeix al Museu Solomon R. Guggenheim de Nova York en 1974.
En virtut de l'èxit d'aquest curtmetratge, en 1974 inicia el rodatge de la pel·lícula De todos modos Juan te llamas, primer llargmetratge produït per la UNAM, que tracta de la Guerra Cristera l'any de 1927, i la consolidació del PRI com a partit governant. En virtut de la política de llibertat d'expressió en cinema, del llavors president Luis Echeverría, la pel·lícula va poder exhibir-se comercialment encara que criticava severament a l'església catòlica i l'Exèrcit Mexicà. La pel·lícula participa en la mostra del festival de cinema de Nova York en 1976, i el festival de l'Havana al desembre d'aquest any.
En la televisió, Marcela Fernández Violante participa com a productora i conductora de la sèrie Espacio de la filmoteca, afavorida per la UNAM, transmesa des de 1974 a 1976, pel canal 11 de televisió, sèrie dedicada a la crítica i apreciació cinematogràfica.
L'any de 1977 filma el seu segon llargmetratge, Cananea, basat en la primera vaga que va tenir lloc a Mèxic l'any 1906, i la subsegüent repressió de treballadors mexicans a les mans dels "rangers", sicaris contractats a Arizona per l'amo de la mina, el coronel Green. Cananea obté el premi a la millor fotografia (Gabriel Figueroa) al Festival Internacional de Cinema de Karlovy Vary (Txecoslovàquia 1978), i participa en el festival de cinema de Taixkent, a l'antiga URSS, en 1979.
Adapta l'obra de teatre Misterio en el Estudio Q del dramaturg Vicente Leñero, i el 1979 inicia la filmació de Misterio, pel·lícula protagonitzada per Helena Rojo i Juan Ferrara, en la qual s'aborda la bogeria d'un actor de telenovel·les. Experiment formal que juga amb els plans de la realitat/irrealitat en què es desemboliquen els protagonistes d'una telenovel·la. Misterio obté 8 dels premis Ariel el 1981, i obté el reconeixement del jurat en el festival de cinema de Cattolica, Itàlia, en 1983.
L'any de 1981 incursiona en el gènere infantil, amb la pel·lícula En el país de los pies ligeros, obra que narra les aventures d'un nen blanc o "chavochi" en la serra Tarahumara en l'Estat de Chihuahua, denunciant l'explotació fustera i la misèria dels indis tarahumares. La pel·lícula guanya la categoria de millor pel·lícula infantil en el festival de cinema de Berlín en 1983.
En 1982 realitza el curt documental Matilde Landeta, pionera del cinema nacional, sent la primera realitzadora a projectar en pantalla la vida i obra de la pionera.
En 1986 filma la pel·lícula Nocturno amor que te vas cinta produïda per la UNAM, la qual narra la tragèdia dels morts del Riu Tula, el personatge principal del qual és interpretat per l'actriu Patricia Reyes Spíndola. Aquesta obra obté el premi Ariel a la millor actuació femenina.
En 1992 inicia el rodatge de Golpe de suerte, adaptació de l’obra de teatre Cómodas mensualidades de Luis Eduardo Reyes, ue narra les peripècies d'un buròcrata i la seva família, qui es veuen privat del seu treball en virtut d'una retallada pressupostària a l'estil salinista. Aquesta pel·lícula no va ser del grat del sistema, per la qual cosa no va participar en cap mostra nacional o internacional de cinema.
En complir-se el centenari de l'arribada del cinema dels germans Lumière, participa amb l'episodi "De cuerpo presente", com a part de la pel·lícula Enredando sombras una coproducció entre Espanya, Mèxic, Cuba i l'Argentina.
En 2001 inicia el rodatge de la pel·lícula Acosada basada en la novel·la De piel de víbora de Patricia Ramírez, film feminista protagonitzat per Ana Colchero.

### Professora del CUEC
Va estudiar Literatura dramàtica en la UNAM i coordina, entre 1970 i 1971, el Cineclub Infantil de la UNAM. A partir de l'any de 1974, s'incorpora al CUEC com a mestra de temps complet. És professora en les matèries guió i realització cinematogràfica del CUEC; En 1975 coordina el Taller de Cinema de la Casa del Llac i, de 1978 a 1982, és secretària tècnica del CUEC, scola que va arribar a ser directora de 1984 a 1988.
Ha publicat una sèrie d'articles que versen sobre el cinema i les seves tècniques. Va editar el volum La docencia y el fenómeno fílmico: memoria de los XXV años del CUEC, 1963-88 (1988), i a més ha impartit tallers lliures sobre apreciació i anàlisi cinematogràfica en diferents institucions.
En l'àmbit acadèmic la cineasta també ha col·laborat com a ponent en les universitats de Loyola a Nova Orleans, UCLA a Califòrnia i NYU a Nova York, en les carreres de cinema d'aquestes institucions.

### Altres treballs
Com a jurat internacional, Marcela Fernández Violante ha participat en els festivals de l'Havana en 1980, Moscou en 1981, Huelva, Espanya en 1987 i, més recentment, en el festival de Mar de Plata, l'Argentina en el 2005.
Actualment és la Secretària General del Sindicat de Treballadors de la Producció Cinematogràfica de la República Mexicana (STPC), és membre de la Sociedad General de Escritores de México (SOGEM), i presideix l’Asociación Cultural Matilde Landeta, que promou el Concurs Nacional de Guions de Llargmetratge per a autores i adaptadores de Cinema.

## Premis
- 1988 - Se li va atorgar la Medalla Filmoteca per la seva participació activa per a la creació i difusió del cinema.
- 1998 - En 1998 va rebre un reconeixement especial pels seus 25 anys de labor acadèmica en la UNAM.
- 2000 - Va rebre la Medalla de Plata al Mèrit del Director pels seus 25 anys d'activitat cinematogràfica per part de la Societat Mexicana de Directors.
- Diosa de Plata (Millor Curtmetratge de Ficció per Blava).
- Premi Ariel (Millor Curtmetratge Documental per Frida Kahlo).
- 2023, Rep el Premi Ariel d'Or atorgat per l'Acadèmia Mexicana d'Arts i Ciències Cinematogràfiques (AMACC) com a reconeixement a tota la seva contribució i labor fílmica.

## Filmografia com a directora
- Azul (1967)
- La Pelota (curtmetratge de ficció)
- La Perse (curtmetratge de ficció)
- Gayoso da descuentos (curtmetratge de ficció)
- Frida Kahlo (curtmetratge documental) 1972
- De todos modos Juan te llamas (1974)
- Cananea (1978)
- Misterio (1980)
- En el país de los pies ligeros (El niño Rarámuri) (1981)
- Matilde Landeta, pionera del cine nacional Programa de televisión (1982)
- Nocturno amor que te vas (1987)
- Golpe de suerte (1992)
- Enredando sombras (episodi "De cuerpo presente", 1998)
- Acosada (2002)